# Confrontos entre America e Flamengo no futebol
America versus Flamengo é um confronto do futebol carioca, que envolve as equipes do America Football Club e do Clube de Regatas do Flamengo.
Acentuar o nome America, segundo seu o estatuto é incorreto, pois a grafia do nome se escreve baseado na língua inglesa.

## História
O primeiro confronto foi válido pelo Campeonato Carioca de 1912 e terminou com a vitória do Flamengo por 6 a 3, em partida disputada no Estádio de Laranjeiras, tendo sido este o segundo jogo da História do Flamengo.
Na primeira partida válida pelo Campeonato Carioca de 1913, terceira partida disputada entre os dois clubes, a primeira vitória americana, por 1 a 0, em partida disputada Campo da Rua Campos Sales.
A primeira vez que foi usado um placar em jogos de futebol na cidade do Rio de Janeiro foi na vitória americana sobre o Flamengo por 2 a 1, no Estádio da Rua Paysandu, válida pelo Campeonato Carioca de 1916, no qual o America sagraria-se campeão.
A partida que decidiu o Torneio Extra de 1952 em favor do America teve 148 minutos de futebol, terminando apenas quando o jogador rubro Ari marcou o gol da vitória por 1 a 0, pois o regulamento previa que a partida só acabasse após um dos times marcar o gol da vitória em caso de empate durante os 90 minutos.
Já as três partidas que decidiram o Campeonato Carioca de 1955, finalizado apenas em 1956, foram as mais importantes, as que levaram mais público, terminando com a maior polêmica deste clássico, pois na primeira partida o Flamengo ganhou por 1 a 0 faltando 4 minutos para o jogo acabar, com um gol oriundo de chute de longa distância, na segunda o America saiu vitorioso por 5 a 1, e na última, o zagueiro flamenguista Tomires acertou violentamente o meia americano Alarcón, aos 15 minutos, afastando-o da partida em uma época na qual não se podiam fazer substituições, vindo o Fla a sagrar-se tricampeão com a vitória por 4 a 1.
O America, campeão da Taça Guanabara de 1974 e equipe que mais pontuou no somatório dos três turnos, o Vasco, campeão do Segundo, e o Flamengo, campeão do Terceiro, compuseram a Fase Final do Campeonato Carioca de 1974. No primeiro jogo do Triangular, o America perdeu do Flamengo por 2 a 1, no segundo empatou com o Vasco em 2 a 2, em uma partida polêmica, e finalmente o Fla sagrou-se campeão ao empatar com o Vasco na terceira partida.

## Estatísticas
- Total de jogos: 313 (inclui 12 jogos do Torneio Início, logo, 301).
- Vitórias do Flamengo: 154 (148, sem os jogos do Torneio Início).
- Empates: 75 (69, sem os jogos do Torneio Início).
- Vitórias do America: 84.
- Gols a favor do Flamengo: 574 (563, sem os jogos do Torneio Início).
- Gols a favor do America: 419 (416, sem os jogos do Torneio Início).

- Dados atualizados até o final do Campeonato Carioca de 2011.

## Campeonato Brasileiro
Pelo Campeonato Brasileiro Unificado foram 18 jogos, com 10 vitórias do Flamengo, 3 vitórias do America e 5 empates, com o Flamengo marcando 27 gols e o America 17, com todas as partidas tendo sido disputadas no Maracanã.

## Cidades
- America versus Flamengo já foi realizado em 3 cidades: Rio de Janeiro, Mesquita e Niterói.

## Ídolos
America e Flamengo tem como seus maiores ídolos, dois irmãos, Edu e Zico.
Zico é o maior goleador da História do Flamengo, e Edu, o segundo maior artilheiro da História do America.

## Goleadas
A maior goleada foi do Flamengo, 7 a 1 em jogo pelo Campeonato Carioca em 28 de maio de 1939. Já a maior goleada do America foi por 6 a 2 em partida válida pelo Torneio Municipal, disputada em 3 de junho de 1945.

## Séries invictas
Flamengo, 31 jogos (1 vez): (24 vitórias e 7 empates) de 13/11/1983 até 10/03/1994.
America, 9 jogos (1 vez): (7 vitórias e 2 empates) de 09/07/1933 até 20/09/1934.
A vitória rubra por 1 a 0 em 25 de abril de 1976, partida válida pelo Campeonato Carioca com mais de 104.000 pagantes, quebrou uma série invicta (contra vários adversários) de 31 jogos do Flamengo.

## Séries de vitórias
Maior série de vitórias do Flamengo: 7 (13/05/1973 até 15/12/1974).
Maior série de vitórias do America: 5 (12/05/1929 até 24/05/1931).

## Decisões
- Flamengo 2–1 America - Campeonato Carioca de 1921 - Flamengo campeão.
- Flamengo 2–1 America - Campeonato Carioca de 1927 - Flamengo campeão.
- Flamengo 4–1 America - Campeonato Carioca de 1955 - Flamengo campeão.
- America 2–2 Flamengo - Torneio Extra de 1938 - America campeão.
- America 1–0 Flamengo - Torneio Extra de 1952 - America campeão.

Torneio Início
- Flamengo 1–0 America - Torneio Início de 1946 - Flamengo campeão.

## Jogos importantes
- Campeonato Carioca de 1913: Uma vitória para cada lado e o título em favor do America, dois pontos a frente de Flamengo e Botafogo.

- Campeonato Carioca de 1914: As duas vitórias do Flamengo sobre o America foram fundamentais para a conquista do título pelo rubro-negro, que terminou esse campeonato dois pontos a frente do America, campeão do ano anterior.

- Campeonato Carioca de 1922: O America veio a ganhar do Flamengo por 1 a 0 em 2 de julho, sagrando-se campeão ao vencer o São Cristóvão na rodada seguinte e vindo a terminar esta competição com um ponto a mais do que o Flamengo, para a qual esta vitória foi fundamental para a definição do título.

- Campeonato Carioca de 1935: O America empatou em 2 a 2 com o Flamengo na última rodada, resultado que lhe concedeu o título de campeão, com o Fla, que não tinha mais chances de ser campeão, vindo a terminar em terceiro.

- Torneio Aberto de 1935: O America eliminou o Flamengo nas semifinais, empatando a primeira partida por 0 a 0 e vencendo a segunda por 3 a 0.

- Torneio Relâmpago de 1943: A vitória do Flamengo sobre o America na penúltima rodada por 2 a 0 foi fundamental para a definição do título, pois o Flamengo terminou com um ponto a mais que o America.

- Campeonato Carioca de 1946: America, Flamengo, Botafogo e Fluminense, clube que acabaria campeão, disputaram a fase final que ficou conhecida como Supercampeonato, em dois clássicos para cada uma dessas equipes.

- Campeonato Carioca de 1954: A vitória do Flamengo por 3 a 2, já em 3 de fevereiro de 1955, foi fundamental para a conquista do título rubro-negro, pois o Flamengo terminou dois pontos na frente do America no turno decisivo, que teve a participação de seis clubes, com o clube rubro terminando como vice-campeão.

- Campeonato Carioca de 1974: America, Vasco e Flamengo, que acabaria campeão, disputaram a fase final.

- Campeonato Carioca de 1982: America, Flamengo e Vasco, que acabaria campeão, disputaram a fase final.

## Maiores públicos
- Aonde não consta informação sobre público pagante e presente, a referência é aos pagantes, acima de 60.000.

1. America 1–4 Flamengo, 147.661, 4 de abril de 1956 (139.599 pagantes).
2. America 1–0 Flamengo, 104.532, 25 de abril de 1976.
3. America 5–1 Flamengo, 102.002, 1 de abril de 1956 (94.516 pagantes).
4. America 1–1 Flamengo, 93.393, 18 de maio de 1969 (rodada dupla).
5. America 2–3 Flamengo, 87.948, 3 de fevereiro de 1955 (76.855 pagantes).
6. America 0–1 Flamengo, 87.623, 25 de março de 1956 (79.950 pagantes).
7. America 1–1 Flamengo, 72.358, 1 de abril de 1979.
8. America 3–2 Flamengo, 71.756, 23 de setembro de 1956 (63.685 pagantes).
9. America 0–0 Flamengo, 70.867, 9 de março de 1969 (54.496 pagantes).
10. America 3–2 Flamengo, 68.242, 23 de setembro de 1956 (59.210 pagantes).
11. America 3–1 Flamengo, 67.220, 19 de fevereiro de 1956 (60.887 pagantes).
12. America 1–2 Flamengo, 65.278, 8 de dezembro de 1974.
13. America 1–2 Flamengo, 64.362, 15 de dezembro de 1974.
14. America 1–3 Flamengo, 61.547, 30 de agosto de 1953 (49.366 pagantes).

Por décadas
- 1951/1960: 8.
- 1961/1970: 2.
- 1971/1980: 4.

Maior público no Campeonato Brasileiro
America 0–3 Flamengo, 55.452 , 8 de abril de 1984.